# کوتمار (مونیکیپالیتی)
کوتمار (به آلمانی: Kottmar) یک شهر در آلمان است که در گورلیتس واقع شده‌است. کوتمار ۸٬۰۸۶ نفر جمعیت دارد.